# Bifrenaria racemosa
Bifrenaria racemosa é uma espécie de orquídea epífita de crescimento cespitoso que só existe no Paraná e demais estados da região sudeste do Brasil, onde habita florestas úmidas. Pertence ao grupo das Bifrenaria pequenas, classificadas ocasionalmente nos gêneros Adipe ou Stenocoryne. Pode ser facilmente reconhecida por sua cor rosada, calo tridentado amarelo no centro do labelo longo esporão arcado em sua base.